# Fusion par confinement magnétique
Pour les articles homonymes, voir FCM.

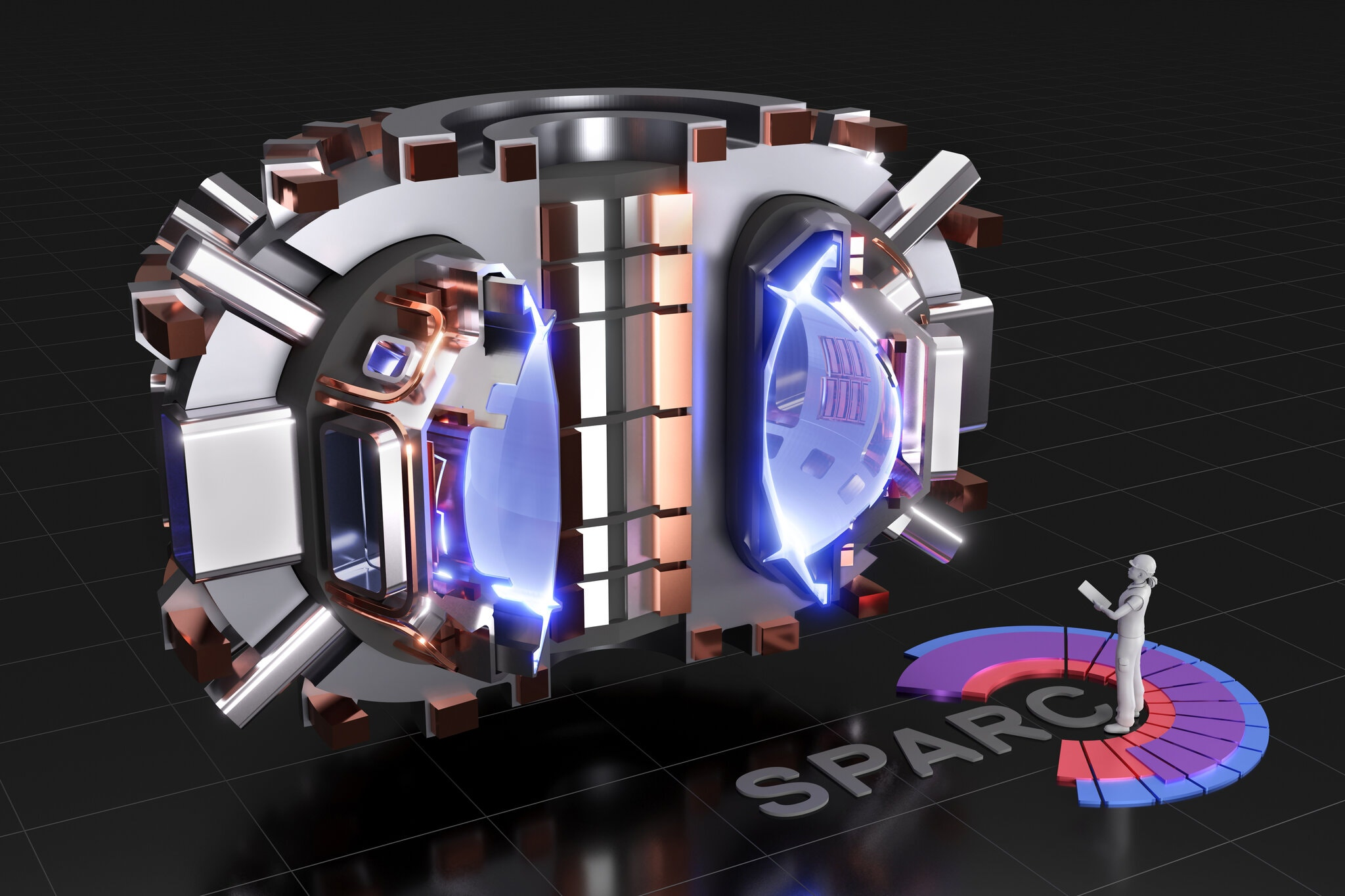
Le SPARC est un projet de tokamak compact à haute énergie de fusion nette.

La fusion par confinement magnétique (FCM) est une méthode de confinement utilisée pour porter une quantité de combustible aux conditions de température et de pression nécessaire pour atteindre la fusion nucléaire. De puissants champs électromagnétiques sont employés pour atteindre ces conditions. Le combustible doit au préalable être converti en plasma, qui se laisse ensuite manipuler par les champs magnétiques.
Il s'agit de la méthode utilisée dans les tokamaks toriques et sphériques, les stellarators et les machines à piège à miroirs magnétiques.